# Strada statale 346 del Passo di San Pellegrino
La strada statale 346 del Passo di San Pellegrino (SS 346), in Veneto strada provinciale 346 del Passo di San Pellegrino (SP 346), è una strada statale e provinciale italiana, principale via di comunicazione fra la Val di Fassa e l'Agordino.

## Percorso
L'inizio del tracciato è a Moena. La strada staccandosi dalla strada statale 48 delle Dolomiti prosegue in direzione est ed inizia la salita dell'omonimo passo con molti tratti rettilinei. Il Passo dista 12 km da Moena; inizia quindi la discesa, che in circa 2 km valica il confine tra Trentino e Veneto (località "Zingari/Zinghegn"): siamo nel territorio della provincia di Belluno e in comune di Falcade, che dista circa 7 km. La discesa, più tortuosa rispetto al versante moenese, raggiunge una pendenza del 18%.
Dopo il paese di Falcade si trova Caviola e poi si lambisce Canale d'Agordo, centro principale della Valle del Biois; passato Canale si raggiunge Vallada Agordina e successivamente Cencenighe Agordino per immettersi nella ex strada statale 203 Agordina.

## Gestione
In seguito al decreto legislativo 2 settembre 1997, n° 320, dal 1º luglio 1998, la gestione del tratto trentino è passata dall'ANAS alla Provincia autonoma di Trento. Quest'ultima ha lasciato la classificazione e la sigla di statale (SS) alla strada, poiché non si tratta di un trasferimento dal demanio dello Stato a quello delle Regioni, ma di una delega in materia di viabilità e pertanto la titolarità resta sempre in capo allo Stato.
In seguito invece al decreto legislativo n. 112 del 1998, dal 1º ottobre 2001, la gestione del tratto veneto è passata dall'ANAS alla Regione Veneto che ha provveduto al trasferimento al demanio della Provincia di Belluno; dal 20 dicembre 2002 la gestione della tratta è passata alla società Veneto Strade.